# Antonio Álvarez de Bohorques y Girón
Antonio Álvarez de Bohorques (o Bohórquez) y Girón (Granada, 1574 - Madrid, 30 de enero de 1640)fue un oligarca y político español, I marqués de los Trujillos y I vizconde de Caparacena, que se desempeñó como consejero de Hacienda durante los reinados de Felipe III y Felipe IV como estrecho colaborador del conde-duque de Olivares.

## Biografía
Su padre, hidalgo procedente de Villamartín, era Alonso Núñez de Bohorques, que fuera colegial del Mayor de Cuenca en la Universidad de Salamanca y caballero de Santiago. En 1568, se lo nombró oidor de la Real Chancillería de Granada, y fue tal su desempeño allí que en 1581 se lo recompensó con un puesto en el Consejo de Castilla. De ahí, pasó al de la Suprema Inquisición en 1590, para doce años después entrar en la Cámara de Castilla, donde destacó su habilidad para deshacer los problemas jurisdiccionales entre las dos instituciones en que había desarrollado su labor. Fue éste quien asentó la fortuna posterior de la Casa de los Trujillos al servir en la administración de la Monarquía. Su madre, vinculada con las familias de mayor renombre de Córdoba y Granada, era Francisca Deza Girón, hija de Diego Girón, señor de Cardela y caballero de Santiago, y de Isabel Venegas, hija de Egas Venegas, señor de Luque, y Beatriz Ponce de León. Así, aunque de sus padres no recibiera título alguno al nacer más allá del de señor de Beas, sí que se le ofrecieron dos vías por las que alcanzarlo, ambas garantizadas por la insistente compra de puestos de responsabilidad y por la política matrimonial de padre e hijo.
Por este motivo, casó en 1592 con su prima hermana Juana Jiménez de Góngora, hija de su tía Beatriz Ponce de León, y de Alonso Jiménez de Góngora. Como dote, recibió una veinticuatría en Córdoba y, siete años más tarde, el oficio de alguacil mayor de la Inquisición granadina y el hábito de Santiago. Al poco tiempo, se convirtió también en veinticuatro de Granada y regidor perpetuo de Salamanca, por lo que ya contaba con varios oficios en tres ciudades con voto en Cortes. Sobre esta triple función escribió ya en 1619:

En lo que toca a Granada haré servicio tan lucido como se verá y lo podré asegurar desde luego; en Córdoba V.M. sabe lo que en otras ocasiones he trabajado y servido, y en la presente también lo haré; y en Salamanca serviré con mi voto cuando V.M. me avise que es menester

En 1595, sabemos que detuvo como alguacil de la Inquisición a los ministriles de la Catedral de Granada porque se habían resistido a cesar de tocar sus instrumentos, los cuales impedían a los fieles escuchar las lecturas el segundo día de la Pascua de Resurrección. Deseoso de obtener un título nobiliario, vio parte de sus aspiraciones truncadas cuando falleció su esposa. Pero en 1599 ya era gentilhombre de la Cámara de Su Majestad, el flamante rey Felipe III, y en 1603 recibió el corregimiento de Guadix, Baza y Almería, para después desempeñar los de Chinchilla y Villena. Durante su corregiduría en Guadix, se comenzó la construcción del actual ayuntamiento a cargo de Juan Caderas de Riaño.Su actuación en la ciudad ha quedado manifiesta en una leyenda escrita en ayuntamiento que reza: "Mandó hacer esta obra siendo corregidor don Antonio Álvarez de Bohorques, caballero del hábito de Santiago, gentilhombre de la Casa Real de Su Majestad don Felipe III, alguacil mayor del Santo Oficio de la Inquisición de la ciudad y reino de Granada, veinticuatro de la ciudad de Córdoba". En Villena, de la que será corregidor hasta junio de 1615, se ocupó de la expulsión de los moriscos, que dio por terminada en el verano de 1614. Ya se había afanado, como corregidor de Guadix, en el socorro de las costas españolas ante las incursiones berberiscas, lo que decantó la balanza en su favor para formar parte del Consejo de Castilla. En 1612, su padre falleció, por lo que se convirtió en señor de Beas. El 16 de enero de 1614, junto a su madre, donaron a los padres basilios las tierras adyacentes al puente Romano de Granada para la construcción de un monasterio, donde tenían una zona de recreo llamada Casa Blanca. Álvarez de Bohorques se convirtió en patrón del monasterio, el cual recibió de la infanta Sor Margarita de la Cruz, nieta de Carlos V, la imagen de Nuestra Señora del Destierro que el monarca llevaba siempre consigo. En 1613, comenzó sus intentos denodados por ennoblecerse, algo que debía conseguir a través de la compra de señoríos. En aquellos tiempos, la Corona o la Iglesia podían deshacerse de ciertas posesiones del realengo mediante la venta de su señorío, lo que consistía en el ascensor social más importante de la época. Por eso, entre 1613 y 1629 adquirió los señoríos de los cortijos de Bohorques, Caparacena y Cortes, por los que pagó 12 000 ducados a la Corona, así como lugares y villas de Castillo de Locubín, Valdepeñas, Los Villares, Cazalilla, Guadahortuna y Albolote, las últimas gracias al cambio de legislación con la llegada al trono de Felipe IV. Con estas adquisiciones pretendía construir un gran estado señorial entre Granada y Jaén, siguiendo el camino abierto en tiempos de Carlos V entre ambas ciudades. Por el Castillo de Locubín, primera de las villas por las que pujó y que pertenecía a Alcalá la Real, llegó a pagar casi seis millones y medio de maravedís, y de la que no consiguió adueñarse. Su voluntad no se contentó con aquello, pues siguió con otras poblaciones de la vega granadina, al tiempo que adquiría oficios de regidor y alguacil mayor en poblaciones circundantes a la capital nazarí. Esto lo llevó a un severo endeudamiento que no le reportó la posición soñada tan fácilmente, pues a la muerte sin descendencia de su mujer, el vizcondado de Caparacena, que había en 1627 adquirido gracias a su intervención en representación de Córdoba en las Cortes, pasó a manos de la familia de ésta tras un litigio en que lo reclamaron para su mayorazgo. Sin embargo, el rey Felipe IV lo nombró marqués de los Trujillos en 1629, con lo que se cumplía su ambición. Aquellas compras lo enfrentaron a varios miembros del cabildo granadino, quienes participaron en la puja de la Corona y compraron otros cortijos alrededor de Granada para evitar que todos cayesen en manos de don Antonio. Las deudas tal vez hicieron que en 1625 decidiese vender su cargo de regidor de Granada a Martín Pérez de Viana Hinojosa por valor de 7.750 ducados. En 1626, ya había sido miembro del Consejo de Hacienda.En 1629, la ciudad de Jaén trató de hacerse de nuevo con Valdepeñas y Los Villares, cosa que consiguió en 1643, para luego volver a perderlos al año siguiente en favor del conde de Santa Coloma.En 1633, la salida de Mateo Lisón del ayuntamiento granadino benefició a los intereses de la familia y aun del conde-duque de Olivares, pues los Álvarez de Bohorques pudieron continuar con la compraventa de señoríos.
El 30 de enero de 1640, a edad muy temprana, falleció don Antonio, dejando en el mundo tan sólo a un bastardo con Jerónima de Benavides, Alonso Álvarez de Bohorques, quien no pudiendo hacer frente al pago por el mantenimiento de las villas adquiridas por su padre, solicitó al rey que las reincorporara al realengo o que las vendiera a otras casas. De tal modo, el señorío de Antonio Álvarez de Bohorques se descompuso casi por completo salvo por algunos cortijos y villas que permanecieron en el haber del hijo. Con la renuncia de esas posesiones, don Alonso pudo hacer frente a las deudas heredadas de su padre, y comenzó desde una posición más humilde el mantenimiento de su Casa.

## Ancestros
| \| \| \| \| \| \| \| \| \| \| \| \| \| \| \| \| \| \| \| \| Martín Álvarez de Bohorques \| \| \| \| \| \| \| \| \| \| \| \| \| \| \| \| \| \| \| \| \| \| \| \| \| \| \| \| \| \| \| \| \| \| \| \| \| \| \| \| \| \| \| \| \| \| \| \| \| \| \| \| \| \| 4. Juan Álvarez de Bohorques y Sotomayor \| \| \| \| \| \| \| \| \| \| \| \| \| \| \| \| \| \| \| \| \| \| \| \| \| \| \| \| \| \| \| \| \| \| \| \| \| \| \| \| \| \| \| \| \| \| \| \| \| \| \| \| \| \| Inés de Párraga y Sotomayor \| \| \| \| \| \| \| \| \| \| \| \| \| \| \| \| \| \| \| \| \| \| \| \| \| \| \| \| \| \| \| \| \| \| \| \| \| \| \| \| \| \| \| \| \| \| \| \| \| \| \| \| \| \| 2. Alonso Álvarez de Bohorques y Núñez del Prado \| \| \| \| \| \| \| \| \| \| \| \| \| \| \| \| \| \| \| \| \| \| \| \| \| \| \| \| \| \| \| \| \| \| \| \| \| \| \| \| \| \| \| \| \| \| \| \| \| \| \| \| \| \| Diego Núñez del Prado \| \| \| \| \| \| \| \| \| \| \| \| \| \| \| \| \| \| \| \| \| \| \| \| \| \| \| \| \| \| \| \| \| \| \| \| \| \| \| \| \| \| \| \| \| \| \| \| \| \| \| \| \| \| 5. María Núñez del Prado y Blázquez \| \| \| \| \| \| \| \| \| \| \| \| \| \| \| \| \| \| \| \| \| \| \| \| \| \| \| \| \| \| \| \| \| \| \| \| \| \| \| \| \| \| \| \| \| \| \| \| \| \| \| \| \| \| Juana Blázquez \| \| \| \| \| \| \| \| \| \| \| \| \| \| \| \| \| \| \| \| \| \| \| \| \| \| \| \| \| \| \| \| \| \| \| \| \| \| \| \| \| \| \| \| \| \| \| \| \| \| \| \| \| \| 1. Antonio Álvarez de Bohorques y Girón \| \| \| \| \| \| \| \| \| \| \| \| \| \| \| \| \| \| \| \| \| \| \| \| \| \| \| \| \| \| \| \| \| \| \| \| \| \| \| \| \| \| \| \| \| \| \| \| \| \| \| \| \| \| Hernando Girón \| \| \| \| \| \| \| \| \| \| \| \| \| \| \| \| \| \| \| \| \| \| \| \| \| \| \| \| \| \| \| \| \| \| \| \| \| \| \| \| \| \| \| \| \| \| \| \| \| \| \| \| \| \| 6. Diego Girón \| \| \| \| \| \| \| \| \| \| \| \| \| \| \| \| \| \| \| \| \| \| \| \| \| \| \| \| \| \| \| \| \| \| \| \| \| \| \| \| \| \| \| \| \| \| \| \| \| \| \| \| \| \| Francisca Tello de Deza \| \| \| \| \| \| \| \| \| \| \| \| \| \| \| \| \| \| \| \| \| \| \| \| \| \| \| \| \| \| \| \| \| \| \| \| \| \| \| \| \| \| \| \| \| \| \| \| \| \| \| \| \| \| 3. Francisca Girón Deza \| \| \| \| \| \| \| \| \| \| \| \| \| \| \| \| \| \| \| \| \| \| \| \| \| \| \| \| \| \| \| \| \| \| \| \| \| \| \| \| \| \| \| \| \| \| \| \| \| \| \| \| \| \| 7. Isabel Venegas \| \| \| \| \| \| \| \| \| \| \| \| \| \| \| \| \| \| \| \| \| \| \| \| \| \| \| \| \| \| \| \| \| \| \| \| \| \| \| \| \| \| \| \| \| \| \| \| \| \| \| \| |                                                  |  |  |  |  |  |  |  |  |  |  |  |  |  |  |  |
| |                                                  |  |  |  |  |  |  |  |  |  |  |  |  |  |  |  |
| | Martín Álvarez de Bohorques                      |  |  |  |  |  |  |  |  |  |  |  |  |  |  |  |
| |                                                  |  |  |  |  |  |  |  |  |  |  |  |  |  |  |  |
| |                                                  |  |  |  |  |  |  |  |  |  |  |  |  |  |  |  |
| | 4. Juan Álvarez de Bohorques y Sotomayor         |  |  |  |  |  |  |  |  |  |  |  |  |  |  |  |
| |                                                  |  |  |  |  |  |  |  |  |  |  |  |  |  |  |  |
| |                                                  |  |  |  |  |  |  |  |  |  |  |  |  |  |  |  |
| | Inés de Párraga y Sotomayor                      |  |  |  |  |  |  |  |  |  |  |  |  |  |  |  |
| |                                                  |  |  |  |  |  |  |  |  |  |  |  |  |  |  |  |
| |                                                  |  |  |  |  |  |  |  |  |  |  |  |  |  |  |  |
| | 2. Alonso Álvarez de Bohorques y Núñez del Prado |  |  |  |  |  |  |  |  |  |  |  |  |  |  |  |
| |                                                  |  |  |  |  |  |  |  |  |  |  |  |  |  |  |  |
| |                                                  |  |  |  |  |  |  |  |  |  |  |  |  |  |  |  |
| | Diego Núñez del Prado                            |  |  |  |  |  |  |  |  |  |  |  |  |  |  |  |
| |                                                  |  |  |  |  |  |  |  |  |  |  |  |  |  |  |  |
| |                                                  |  |  |  |  |  |  |  |  |  |  |  |  |  |  |  |
| | 5. María Núñez del Prado y Blázquez              |  |  |  |  |  |  |  |  |  |  |  |  |  |  |  |
| |                                                  |  |  |  |  |  |  |  |  |  |  |  |  |  |  |  |
| |                                                  |  |  |  |  |  |  |  |  |  |  |  |  |  |  |  |
| | Juana Blázquez                                   |  |  |  |  |  |  |  |  |  |  |  |  |  |  |  |
| |                                                  |  |  |  |  |  |  |  |  |  |  |  |  |  |  |  |
| |                                                  |  |  |  |  |  |  |  |  |  |  |  |  |  |  |  |
| | 1. Antonio Álvarez de Bohorques y Girón          |  |  |  |  |  |  |  |  |  |  |  |  |  |  |  |
| |                                                  |  |  |  |  |  |  |  |  |  |  |  |  |  |  |  |
| |                                                  |  |  |  |  |  |  |  |  |  |  |  |  |  |  |  |
| | Hernando Girón                                   |  |  |  |  |  |  |  |  |  |  |  |  |  |  |  |
| |                                                  |  |  |  |  |  |  |  |  |  |  |  |  |  |  |  |
| |                                                  |  |  |  |  |  |  |  |  |  |  |  |  |  |  |  |
| | 6. Diego Girón                                   |  |  |  |  |  |  |  |  |  |  |  |  |  |  |  |
| |                                                  |  |  |  |  |  |  |  |  |  |  |  |  |  |  |  |
| |                                                  |  |  |  |  |  |  |  |  |  |  |  |  |  |  |  |
| | Francisca Tello de Deza                          |  |  |  |  |  |  |  |  |  |  |  |  |  |  |  |
| |                                                  |  |  |  |  |  |  |  |  |  |  |  |  |  |  |  |
| |                                                  |  |  |  |  |  |  |  |  |  |  |  |  |  |  |  |
| | 3. Francisca Girón Deza                          |  |  |  |  |  |  |  |  |  |  |  |  |  |  |  |
| |                                                  |  |  |  |  |  |  |  |  |  |  |  |  |  |  |  |
| |                                                  |  |  |  |  |  |  |  |  |  |  |  |  |  |  |  |
| | 7. Isabel Venegas                                |  |  |  |  |  |  |  |  |  |  |  |  |  |  |  |
| |                                                  |  |  |  |  |  |  |  |  |  |  |  |  |  |  |  |
| |                                                  |  |  |  |  |  |  |  |  |  |  |  |  |  |  |  |